# 伏美亜里紗
くぼみちゃん（くぼみちゃん　1992年10月10日 - ）は、日本のグラビアアイドル。シンフォニアに所属していたが現在は不明。
旧芸名は伏見亜里紗(ふしみ　ありさ)

## 来歴
2019年1月5日にAbemaTVの「全日本脚力王選手権」で優勝し、袴田吉彦から「鬼ハムストリング」というキャッチコピーを贈られた。
2020年7月23日に自身のTwitterで所属事務所からの退所を発表した。
2020年8月4日に伏美亜里紗からくぼみちゃんへの改名を発表し、現在はくぼみちゃんとして活動している。